# 켄들 크로스
켄들 두에인 크로스(영어: Kendall Duane Cross, 1968년 2월 24일~)는 미국의 레슬링 선수, 지도자이다. 1996년 하계 올림픽 자유형 밴텀급에서 금메달을 획득했다.